# Europeiska mediefrihetsförordningen
Europeiska mediefrihetsförordningen, eller förordning (EU) 2024/1083, även känd som europeiska mediefrihetsakten, är en europeisk förordning som reglerar vissa minimibestämmelser vad gäller medietjänster på den inre marknaden inom Europeiska unionen. Den syftar till att skydda mediernas frihet, mångfald och oberoende inom unionen.
Förslaget till europeisk mediefrihetsakt lades fram av Europeiska kommissionen den 16 september 2022. Innan förslaget kunde träda i kraft var det tvunget att godkännas av Europaparlamentet och Europeiska unionens råd i enlighet med det ordinarie lagstiftningsförfarandet. Förordningens rättsliga grund är artikel 114 i fördraget om Europeiska unionens funktionssätt och utgör således en del av harmoniseringslagstiftningen för den inre marknaden.